# Aini u Rusiji
Ainu ili Aini, starosedelački su narod Rusije koji živi u Sahalinskoj oblasti, Habarovskoj Pokrajini i Kamčatskoj Pokrajini. Pored Rusije, Aini naseljavaju i sever Japana. Ruski Ajni (rus. Айны) nazivaju se i Kurilima (rus. Куриль), Kamčatskim Kurilima (rus. Камчатские Куриль / Камчадальские Айны) ili Ajni (rus. Айны). Postoji šest podgrupa ruskih Aina: Kamčatski Aini, Severnokurilski Aini, Južnokurilski Aini, Severnosahalinski Aini, Južnosahalinski Aini i Amurski Aini.
Iako se samo oko 100 ljudi izjašnjava kao Aini u Rusiji (prema popisu iz 2010), pretpostavlja se da je makar 1.000 ljudi iz Rusije ainskog porekla. Nizak broj Aina je usled odbijanja federalne vlade da ovaj narod prizna kao postojeću etničku grupu. Većina onih koji se izjašnjavaju kao Aini žive u Kamčatskoj Pokrajini, iako se najveći broj ljudi sa ainskim poreklom (koje ne priznaju) sreću u Sahalinskoj oblasti.

## Istorija
Trgovačke ekspedicije Aina na poluostrvu Kamčatka i ostalim severnim regionima današnje Rusije su započele vrlo rano, uprkos tradicionalno sedenternim običajima Aina društava. Seobe Aina na Kamčatku i oblast reke Amur sa Hokaida su bile jako ograničene u periodu posle 16. veka, usled zabrane i onemogućavanja seoba od strane japanskih trgovaca.
Kamčatski Aini su prvi put došli u kontakt sa ruskim trgovcima krzna na kraju 17. veka. Veza između Amurskih i Severnokurilskih Aina je ostvarena tokom 18. veka. Aini su mislili da su Rusi, koji se razlikuju po izgledu od njihovih neprijatelja, mongoloidnih Japanaca, njihovi prijatelji, što je dovelo do toga da do sredine 18. veka više od 1.500 Aina uzima rusko državljanstvo. Aini imaju kavkazoidne karakteristike, što je bilo i glavni razlog za uzimanje ruskog državljanstva.
Kada su Japanci prvi put došli u kontakt sa Rusima, nazvali su ih Crveni Aini (plavokosi Aini). Tek su početkom 19. veka Japanci shvatili da su Rusi druga etnička grupa i da ne pripadaju Ainima. Rusi su sa druge strane Aine opisivali kao „dlakave”, „tamnopute” sa tamnom kosom i očima. Ranoruski istraživači su navodili da Aini izgledaju kao bradati ruski seljaci (tamnoputi) ili kao Romi.
Aini (pogotovo sa Kurilskih ostrva) podržavali su Ruse za vreme konflikta sa Japancima u 19. veku. Međutim, posle poraza u Rusko-japanskom ratu 1905. godine, Rusi su okrenuli leđa svojim saveznicima i ostavili ih na milost i nemilost Japana. Hiljade Aina i njihovih porodica je pobijeno, a ostatak preseljen na ostrvo Hakaido. Kao rezultat ovoga, Aini nisu dali podršku Rusima tokom Drugog svetskog rata. Mali broj Aina je odlučilo da ostane u Rusiji posle završetka rata. Njih 90% je prihvatilo repatrijaciju u Japan.

### Ponovno naseljavanje Kamčatke
Kao rezultat Peterburškog dogovora, Kurilska ostrva su predata Japanu, zajedno sa Ainima. Ukupno 83 severnokurilskih Aina je došlo u Petropavlovsk Kamčatski 18. septembra 1877. godine, posle odluke da žele da ostanu pod protektoratom Rusije. Oni su odbili predlog ruskih vlasti da se presele u novi rezervat Komandorskih ostrva. Konačno je dogovor postignut 1881. godine, kada je dogovoreno da Aini nasele selo Javin. Marta 1881. je jedna grupa napustila Petropavlovsk i započela putovanje peške do Javina. Četiri meseca kasnije su stigli do svojih kuća. Goligino, još jedno ainsko selo je napravljeno kasnije. Još devet Aina je 1884. došlo u selo. Prema popisu iz 1897. u Rusiji, Goligino je imalo populaciju od 57 (svi Aini), a Javin od 39 stanovnika (33 Aina i 6 Rusa). Pod Sovjetima su oba sela uništena i stanovnici prebačeni u većinsku rusku ruralnu naseobinu Zaporožje Ulšbolšeteskog regiona. Kao rezultat mešanih brakova došlo je do asimilacije 3 etničke grupe Kamčadala.
Tokom ruske carevine, Ainima je bila zabranjena samoidentifikacija jer su imperijalistički japanski zvaničnici smatrali da sve teritorije koje naseljavaju Aini pripadaju Japanu. Termini „Kurili” i „Kamčatski Kurili” su korišćeni za identifikaciju etničkih grupa sa ovih prostora. Tokom vremena Sovjetskog Saveza, ljudi sa ainskim prezimenima su slati u gulage i radne kampove, gde su često stradali zbog mešanja sa Japancima. Zbog ovoga je većina Aina svoja imena i prezimena zamenila slovenskim.
Dana 7. februara 1953. godine, K. Omelčenko, ministar vojske i državni sekretar u SSSR-u je zabranio štampi da bilo šta piše o Ainima koji žive u državi. Ova odluka je opozvana tek dve decenije kasnije.

### Nova istorija
Severnokurilski Aini iz Zaporožja su trenutno najveća Ainska podgrupa u Rusiji. Nakamura klan (Južnokurilski Aini) najmanja su podgrupa i broje samo 6 pripadnika koji žive u Petropavlovsku. Na Sahalinskom ostrvu je mali broj ljudi koji se izjašnjavaju kao sahalinski Aini, dok veći broj njih, koji nose poreklo preko oca od Aina, to ne priznaje. Većina od 888 ljudi japanskog porekla koji žive u Rusiji (popis iz 2010) mešavina su Aina i Japanaca, iako većina njih to ne priznaje (čisto japansko poreklo daje im pravo na ulazak u Japan bez vize). Slično tome, niko sebe ne naziva Ainima amurske doline, bez obzira što se ljudi ainskog porekla mogu naći u Haborovsku. Veruje se da ne postoji nijedan potomak kamčatskih Ainua danas.
Godine 1979, SSSR je izbacio termin „Ainu” sa liste živećih etničkih grupa Rusije, akt kojim se Aini smatraju isčezlom etničkom grupom sa njenih teritorija. Prema popisu stanovništa iz 2002, ispitanicima nije data mogućnost izjašnjavanja kao Ainu.
Aini su se izjasnili kao starosedeoci Kurilskih ostrva i da su kako Japanci, tako i Rusi bili napadači.
U 2004. godini, mala grupa Aina iz Kamčatske pokrajine je pisalo Vladimiru Putinu, tražeći od njega da preispita odluke o dodeljivanju spornih južnih Kurilskih ostrva Japanu. U pismu su prozvali Japance, Ruse ruskog carstva i Sovjete zbog izvršenih zločina nad Ainima, kao što su ubijanja, deportacije i asimilacija. Takođe su tražili od njega da prizna da su Japanci počinjeni genocid nad Ainima, što je Putin odbio. Prema mišljenu zajednice, njihov usud se jedino može porediti sa intenzitetom i načinom nestanka starosedelačkih zajednica Amerika.
Tokom popisa stanovništva u Rusiji 2010. godine, skoro 100 ljudi je probalo da se registruje kao etnički Aini u selima, ali je lokalna vlada Kamčatske provincije odbila to, svrstavajući ove ljudi u grupu etničkih Kamčadala. Godine 2011. je predstavnik kamčatskih Aina, Aleksej Vladimirovič Nakamura, tražio od Vladimira Iljuhina (guverner Kamčatke) i Borisa Nevzorova (predsedavajući Dumom) da uključe Aine u centralnu listu starosedelaca Severne Rusije, Sibira i Dalekog Istoka. I ovaj predlog je odbijen.
Etnički Aini Sahalinske oblasti i Habarovske provincije nisu organizovani politički. Po rečima Alekseja Nakamure, od 2012. godine, u Rusiji ima 205 Aina (što je povećanje u odnosu na 2008. godinu kada se samo 12 ljudi izjašnjavalo kao Aini) i oni se, pored kurilskih Kamčadala (Itelmena sa Kurilskih ostrva), bore za zvanično priznanje. Pošto Aini nisu zvanično prepoznati kao etnička grupa, na zvaničnim listama se oni upisuju kao ljudi bez etniteta, etnički Rusi ili Kamčadali.
Godine 2012, kako kurilskim Ainima tako i kurilskim Kamčadalima, zabranjen je ribolov i pravo na lov, što vlada Rusije garantuje ustavnim pravom svim starosedelačkim etničkim grupama dalekog severa.
Nedavno su Aini osnovali Udruženje ruskih Aina krajnjeg Istoka (RADA).

## Demografija
Po podacima popisa iz 2010. godine, svega 109 Aina živi u Rusiji. Od ovog broja, 94 živi u Kamčatskoj pokrajini, 4 u Primorkoj pokrajini, 3 u Sahalinskoj oblasti, 1 u Habarovsku, 4 u Moskvi, 1 u Sankt Peterburgu, 1 u Jekaterinburgu i 1 u Rostovu. Pravi broj Aina je verovatno veći, pošto je stotinak Aina Sahalina odbilo da se izjasni tako.

## Aini Sahalina
Za vreme Ruskog Carstva, Aini koji su živeli u carstvu nisu smeli da se izjašnjavaju tako, jer su imperijalistički japanski zvaničnici smatrali da sve teritorije koje naseljavaju Aini pripadaju Japanu. Termini „Kurili” i „Kamčatski Kurili” i slično su korišćeni za identifikaciju Aina. Tokom vremena Sovjetskog Saveza, ljudi sa ainskim prezimenima su slati u gulage i radne kampove, gde su često stradali zbog mešanja sa Japancima. Zbog toga je većina Aina svoja imena i prezimena zamenila slovenskim. Da bi uništili ainski identitet, Sovjetski zvaničnici su ih skinuli sa liste starosedelačkih naroda, te njihova etnička pripadnost nije mogla da se nađe u pasošu. Zbog ovoga, deca rođena posle 1945. godine nisu mogla da se izjasne kao Aini.
Posle Drugog svetskog rata, većina Sahalinskih Aina je deportovano u Japan. Od 1.159 Aina, samo je 100 preostalo u Rusiji. Od tih koji su preostali, samo su stariji bili čistokrvni Aini, dok je ostatak ili bio mešavina sa nekim starosedelačkim narodom ili mešavina sa Rusima. Poslednje ainsko domaćinstvo je nestalo kasnih 1960-tih, kada je Jamanaka Kitaro izvršio samoubistvo zbog smrti njegove supruge. Par nije imao dece.

## Aini Ulšbolšeteskog regiona
Od 826 ljudi koji žive u selu Zaporožje u Ulšbolšeteskom regionu, više od 100 njih tvrdilo je da su Aini na popisu 2010. Oni su bivši stanovnici ili njihovi potomci poharanih ainskih sela Javina i Goligina. Broj ljudi sa ainskim poreklom je mnogo veći, ali generalno postoji otklon od indentifilacije ljudi sa Ainima, slično kao u Sahalinu, samo manjih proporcija. Većina populacije u Zaporožju sebe naziva Kamčadalima (termin koji se upotrebljava za ljude mešanog porekla sa jakim slovenskim poreklom) ili Rusima, radije nego da se identifikuju sa nekim od strarosedelačkih etničkih grupa (Aini ili Itelmeni). Iako identifikacija kao Itelmen daje neke dodatne pogodnosti (lovna i ribolovna dozvola), stanovnici su jako oprezni zbog etničke polarizacije i odgovora čistokrvnih ruskih sunarodnika. Identifikacija kao Ainu nema nijednu prednost. Pošto nisu priznati kao etnička grupa, oni nemaju pravo na ribolovačke i lovačke kvote.
Porodice i prezime Aina sa kurilskim poreklom su: Butini (Бутины), Storoževi (Сторожевы), Ignatijevi (Игнатьевы), Merlini (Мерлины), Konevi (Коневы), Lukaševskije (Лукашевские) i Novograblinije (Новограбленные).

## Aini klana Nakamura
Za razliku od ostalih Ainu klanova koji danas žive u Rusiji, postoje osnovane sumnje u pripadnost klana Nakamura kamčatskim Ainima. Ne zna se da li pripadaju severnokurilskim, južnokurilskim ili kamčatskim Ainima. Ovaj problem se stvorio zbog toga što je klan prvobitno imigrirao na Kamčatku sa ostrva Kunašir 1789. godine. Kunaširski Aini pripadaju južnokurilskim Ainima. Oni su se naselili oko Kurilskog jezera koje je bilo nastanjeno kamčatskim i severnokurilskim Ainima. Godine 1929, Aini sa Kurilskog jezera su prebegli na ostrvo Paramušir posle oružanog konflikta sa Sovjetima. U to vreme Paramušir je bio pod upravom Japana. Tokom invazije Kurilskih ostrva, Akira Nakamura (b. 1897) bio je zarobljen od strane sovjetske vojske, a njegov stariji sin, Takeši Nakamura (1925–1945) ubijen tokom bitke. Preživelog Akirinog sina, Keizoa (b. 1927) su zarobili, a kasnije uključili u sovjetsku vojsku. Posle rata, Keizo je otišao u grad Korsakov i počeo da radi u lokalnoj luci. Godine 1963, on se oženio Tamarom Pihtejevom, članicom sahalinskog ainskog plemena. Njihov jedini sin Aleksej je rođen 1964. godine. Potomci Tamare i Alekseja se nalaze na Sahalinu i na Kamčatki.
Poslednja poznata deportacija Aina u Japan se desila 1982. godine, kada je Keizo Nakamura, čistokrvni južnokurilski Ainu, deportovan na Hokaido po odsluživanju svoje petnaestogodišnje kazne u provinciji Magadan. Njegova žena, Tamara Timofejevna Pihtejeva, bila je mešanog, ainsko-sahalinskog i gilijačkog porekla. Posle hapšenja Keizoa 1967, Tamara i njen sin Aleksej Nakamura su proterani sa Kamčatke i poslati na ostrvo Sahalin da žive u gradu Tomari.

## Aini Komandorskih ostrva
Godine 1877, porodoca Badajev se odvojila od ostatka severnokurilskih Aina i odlučila da se naseli na Komandorska ostrva, zajedno sa Aleutima. Oni su se priključili Aleutima i danas se tako identifikuju. Dve porodice koje tamo obitavaju veruju da imaju delimično ainsko poreklo — Badajevi i Kuznjecovi.
Komandorska ostrva su prvobitno označena kao utočišta za Aleute (Atka ostrva, Atu (ostrvo), Lisičja ostrva, Andreanova ostrva i slično), koji su morali da napuste Aljasku nakon što su je Rusi prodali SAD-u. Na Beringovom ostrvu je 1827. godine živelo 110 ljudi (od kojih je 93 Aleuta ili aleutsko-ruskih kreola). Pošto su severnokurilski Aini imajli slične probleme, car je želeo da ih premesti blizu Aleuta. Aini su bili skeptični u vezi ponude i odbili su predlog, želeći da ostanu na Kamčatki koja im je geografski bila poznata. Poznata je samo jedna ainska porodica koja se preselila, a njoj su se potom pridružili etnički Rusi, Kamčadali, Itelmeni, Kodijakci (eskimski Alutiti sa ostrva Kodiak) i Kreoli (ljudi mešanog porekla ili Metisi), Komi (narod) i Romi).
Do 1879. godine, ostrvo je bilo dom 168 Aleuta, 332 Kreola, plus oko 50 do 60 ljudi drugih nacionalnosti, uključujući Aine i Ruse. Svi Kreoli su govorili aleutskim jezikom koji je bio govor njihovih majki. Aini, zajedno sa ostalim manjinama su brzo, u samo nekoliko decenija, asimilovani od strane Aleuta.

## Federalno priznanje
Prema zvaničnicima popisa Ruske Federacije, Aini su iščezla etnička grupa Rusije. Oni koji se poistovećuju sa Ainima, niti govore ainskim jezikom, niti praktikuju tradicije ainske kulture. Društvenim ponašanjem i običajima gotovo su identični staroruskim naseljenicima Kamčatke i zato se beneficije koje imaju Itelmeni ne mogu dati Ainima Kamčatke.
Jezik Aina je nestao kao govorni jezik Rusije. Bolšeretski kurili su prestali sa upotrebom jezika početkom 20. veka. Samo troje ljudi koji su tečno govorili su preostali na Sahalinu do 1979, a od 1980. godine se on smatra izumrlim jezikom. Iako je Keizo Nakamura govorio tečno kurilskoainski jezik i preveo nekoliko dokumenata na ruski za potrebe NKVDa, znanje jezika nije preneo na sina. Take Asai, poslednja koja je govorila sahalinskoainskim jezikom, umrla je u Japanu 1994. godine.